# Mobiler Journalismus
Mobiler Journalismus, auch Smartphone-Journalismus oder Mobile Reporting, seltener Tablet-Journalismus, bezeichnet die journalistische Berichterstattung mit Smartphones oder Tablet-PCs. Dabei kommen die mobilen Endgeräte sowohl bei Fernseh- als auch Print-, Radio- und Online-Journalisten zum Einsatz.

## Darstellungsarten
Verlage oder Redaktionen bieten in der Regel zumindest Responsive Webdesign oder eine eigene App für Mobilgeräte an, mit denen Leser die jeweiligen Ausgaben des Mediums, z. B. eine Zeitung, meist etwas günstiger als die Printausgaben erwerben können. So hat zum Beispiel die Zeitschrift Der Spiegel eine auf Multimedia und Interaktion ausgerichtete Digitalausgabe. Ein anderes Beispiel ist die App der ARD-Nachrichtensendung Tagesschau, die unter anderem über eine Streaming-Funktion vieler Sendungen verfügt. Ein österreichisches Beispiel ist die App der auflagestarken Gratiszeitung Heute, die auch mit einer Leserreporter-Funktion ausgestattet ist, wodurch der Benutzer direkt über die Software Fotos von selbst beobachteten Geschehnissen hochladen kann. Diese werden dann gelegentlich auch in der Druckausgabe verwendet, sonst jedoch online und in der Anwendung für andere freigegeben.
Beim Responsive Webdesign werden die Webseiten auf das kleinere Bildschirmformat von mobilen Endgeräten angepasst, jedoch ohne eine spezielle App anzubieten. Die Inhalte unterscheiden sich meist nicht vom Angebot der Standardsite.
Auch bieten einige Verlage nur eine reine PDF-Ausgabe ihres Mediums an. Hierbei können die Interaktionsmöglichkeiten, welche die Online-Welt bietet, nur eingeschränkt oder gar nicht genutzt werden. Es gibt zum Beispiel keine nutzbaren Verlinkungen oder Kommentarfunktionen.

## Vorteile
Für das Erstellen besonders von crossmedialen journalistischen Inhalten bedeutet Smartphone-Journalismus eine große Aufwandsminderung und eine schnellere Reaktionsmöglichkeit für Journalisten. Mit dem Smartphone kann man nicht nur unkompliziert Texte verfassen und nachbearbeiten, sondern auch Fotos und Videos aufnehmen und sie umgehend publizieren. 
Die Anzahl der Internetnutzer, die im Besitz eines mobilen Endgeräts sind und damit auf diesem Weg auf journalistische Inhalte zugreifen, stellt eine wachsende Zielgruppe dar. Die Online-Ausgaben des jeweiligen journalistischen Mediums sind, anders als bei den meisten für den PC generierten Onlinepräsenzen, oft kostenpflichtig, daneben existieren auch vollkommen kostenlose Angebote oder Mischlösungen, wo Artikel beispielsweise nicht in voller Länge verfügbar sind.

## Mobile Reporting

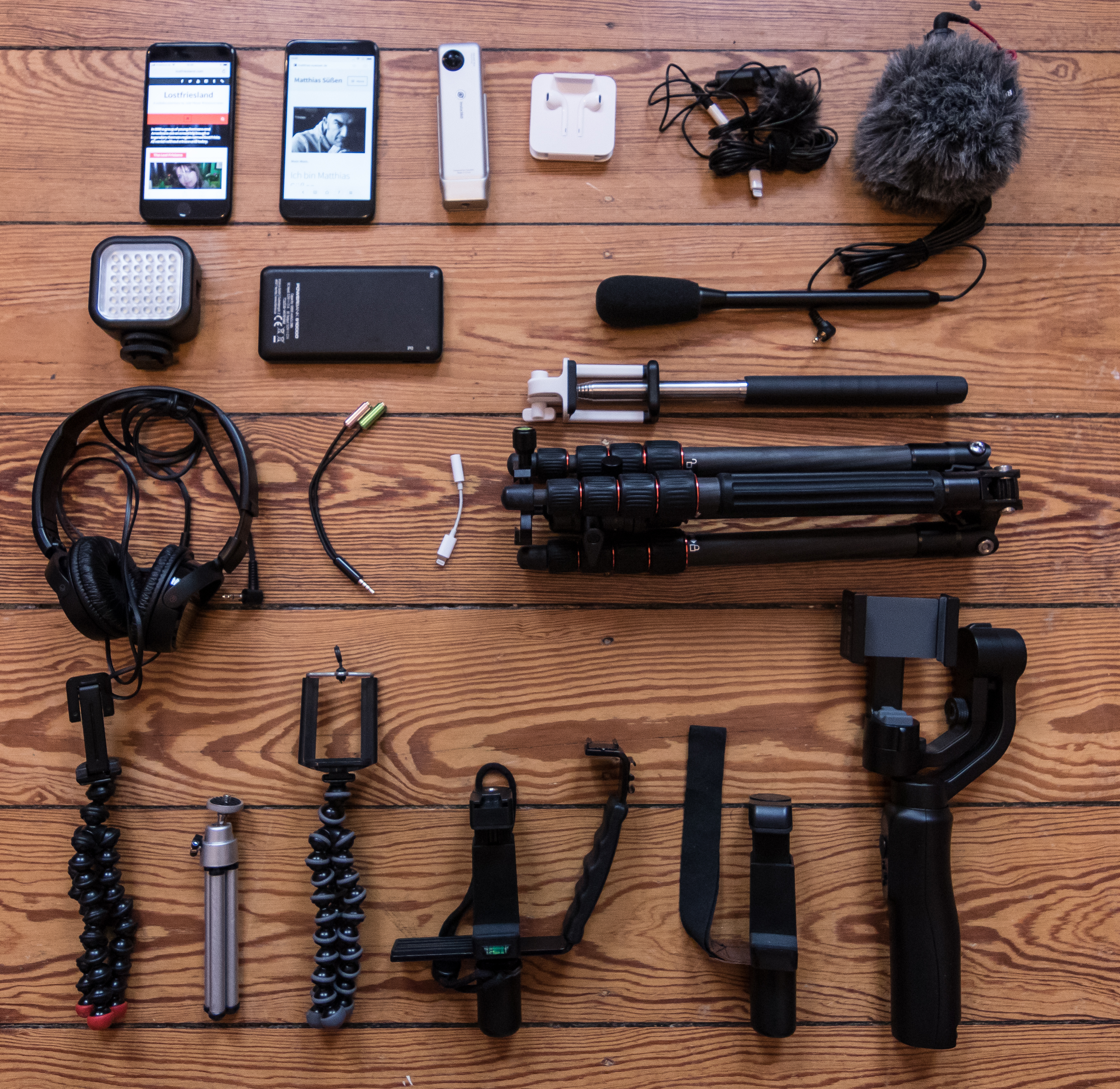
Die Ausrüstung eines Journalisten

Für die journalistische Tätigkeit hat sich im englischsprachigen Raum der Begriff Mobile Reporting durchgesetzt. Damit ist neben Tablet-Journalismus auch Handy-Journalismus gemeint, also einen Beitrag für oder mit einem Handy erstellt zu haben. Gelegentlich wird diese Art des Journalismus auch Journalismus 2.0 genannt, wobei damit eher die mobile Nutzung von Social Media gemeint ist.

## Ausbildung
Der Einsatz mobiler Endgeräte gewinnt für Journalisten immer mehr an Bedeutung. An diversen Hochschulen, Journalistenschulen oder anderen Einrichtungen wurde dieses Thema in die Lehrpläne aufgenommen. Die Akademie für Publizistik, die Technische Hochschule Nürnberg Georg Simon Ohm, die Hochschule Bremen oder die Journalistenakademie in München bieten Seminare oder Module in diesem Anwendungsbereich an.